# Gudmund Schack
Gudmund Schack (17. juni 1898 i Fredericia – 1. februar 1988) var en dansk grosserer. Han var bestyrelsesmedlem i Danske Studenters Roklub fra 1924-1957, og formand fra 1939-1957. Fra 1962-1968 var han formand for Danmarks Idræts-Forbund, som dengang hed Dansk Idræts-Forbund.
Under Besættelsen var Gudmund Schack med i modstandsbevægelsen, i gruppen Holger Danske. Gudmund Schacks indsats er nævnt i bogen "Kæft trit og retning - en sabotørs erindringer" af Jørgen Røjel, 1973.
Da Feltmarskal Montgomery besøgte Danmark den 12. maj 1945 og kørte i triumftog gennem København, var det Gudmund Schack, der fik æren af at være hans chauffør (i en bil ejet af grosserer Valerius Ragoczy).
Som roer i Danske Studenters Roklub (DSR) roede Gudmund Schack blandt andre med den jævnaldrende kronprins Frederik, den senere konge Frederik IX (født 1899).
I 1957, da Gudmund Schack forlod bestyrelsesarbejdet i DSR, blev et portræt malt af Harald Hansen. Billedet hænger stadig i roklubben.
Angående Gudmund Schacks arbejde i DIF oplyses i Kraks Blå Bog 1974 (digitaliseret af LFL's Bladfond 2009): "medlem af bestyrelsen for Dansk Idræts-Forbund fra 1955, kasserer 1955-61, næstformand 1961-62, formand 1962-68". Desuden: "medlem af bestyrelsen for Danmarks Olympiske Komite 1955, formand 1965-73".
(Dansk Idræts-Forbund skiftede i 1993 navn til Danmarks Idræts-Forbund (altså fra Dansk til Danmarks), og i 2013 forsvandt bindestregen: Danmarks Idrætsforbund. - Samtidig blev forkortelsen DIF det primære navn).
Gudmund Schacks Mindefond er oprettet til minde om idrætslederen og modstandsmanden Gudmund Schack. H.K.H. Prinsesse Benedikte, som er protektor for fonden (og protektor for Dansk Forening for Rosport og for Dansk Handicap Idræts-Forbund), deltager i den årlige uddeling af Gudmund Schacks Mindelegater. Der er 3 legater, en til en roer, en til en handikapidrætsudøver, og en til et ungt idrætstalent. Oprindeligt og i mange år gik de 3 legater til en deltager i modstandsbevægelsen, til en roer, og til en handikapidrætsudøver. Gudmund Schack havde som formand for Dansk Idræts-Forbund (DIF) en særlig interesse for handicapidrætten, og gjorde et stort arbejde for at skaffe penge til den idræt (som først senere blev optaget i DIF).